# Raión de Novi Oskol
El raión de Novi Oskol (ruso: Новооско́льский райо́н) es un distrito administrativo (raión) ruso perteneciente a la óblast de Bélgorod. Su forma de autogobierno local es desde 2018 la de ókrug urbano (Новооско́льский городско́й о́круг), albergando su territorio un único ayuntamiento con sede en la capital distrital homónima. Se ubica en el centro-este de la óblast.
En 2021, el raión tenía una población de 39 786 habitantes, de los cuales 18 359 vivían en la ciudad de Novi Oskol. El resto de la población se reparte en 105 pedanías rurales, de las cuales las más pobladas son Velikomijáilovka (de unos dos mil habitantes), Pribrezhni, Golúbino y Beloméstnoye (estas tres últimas de unos mil habitantes cada una). Antes de 2018, el territorio del raión se dividía en el ayuntamiento urbano de Novi Oskol y 17 asentamientos rurales; estas 18 áreas se conservan desde entonces con fines únicamente de desconcentración administrativa, careciendo de autogobierno local propio.
El centro del raión está atravesado de norte a sur por el río Oskol, en torno al cual los pueblos han ido formando una aglomeración urbana en la que vive la mayoría de los habitantes del distrito, con Novi Oskol en el centro del territorio.